# Buteo jamaicensis
El busardo colirrojo (Buteo jamaicensis), también conocido como gavilán de monte, ratonero de colaroja, gavilán colirrojo o aguililla cola roja (en la República Dominicana y en Puerto Rico, guaraguao o warawao), es una especie de ave rapaz de la familia Accipitridae, ampliamente distribuida desde Alaska hasta las Antillas. Es una de los halcones del género Buteo más grandes alcanzando de 45 a 65 cm y hasta 1,6 kg de peso. De color variable según la subespecie. Vive en una amplia gama de hábitats y altitudes como desiertos, pastizales, bosques y hasta zonas urbanas. Está incluido en el Apéndice II de CITES. En la Lista Roja de la IUCN se considera bajo preocupación menor (LC). Es una de las rapaces más abundantes y más utilizadas en la cetrería en Norteamérica.

## Subespecies
Se conocen 14 subespecies de Buteo jamaicensis:
- Buteo jamaicensis alascensis — sudeste de Alaska y litoral de la Columbia Británica
- Buteo jamaicensis calurus — oeste de Norteamérica (al oeste de las Grandes Llanuras)
- Buteo jamaicensis borealis — Norteamérica al este de las Grandes Llanuras
- Buteo jamaicensis harlani — interior de Alaska hasta el sudoeste del Yukón y norte de la Columbia Británica
- Buteo jamaicensis kriderii — llanuras del centro-sur de Canadá hasta el norte-centro de Estados Unidos
- Buteo jamaicensis lucasonii — de Sierra de San Lucas, Baja California Sur al norte de México
- Buteo jamaicensis fuertesi — de Texas al norte de México
- Buteo jamaicensis hadropus — montañas del centro de México
- Buteo jamaicensis kemsiesi — del sur de México (Chiapas) al norte de Nicaragua
- Buteo jamaicensis costaricensis — Costa Rica
- Buteo jamaicensis fumosus — Islas Marías (oeste de México)
- Buteo jamaicensis socorroensis — Isla Socorro (Revillagigedo)
- Buteo jamaicensis umbrinus — Florida
- Buteo jamaicensis jamaicensis — Jamaica, La Española, Puerto Rico y norte de las Antillas Menores
- Buteo jamaicensis solitudinis — Bahamas y Cuba.

En El Yunque, Puerto Rico, se reporta la mayor densidad de estas aves en todo el mundo.

## Características
Las variaciones entre las subespecies de Buteo jamaicensis, además de los diferentes híbridos naturales que se producen entre dichas subespecies y otros buteos, son considerables, resultando a veces muy difíciles de clasificar o reconocer por la variación de tamaño y de plumaje. El plumaje de juvenil y adulto es muy similar para todas las subespecies, aunque estos últimos suelen tener las alas más anchas y la cola más corta; las únicas variaciones importantes entre juveniles y adultos son el color de la cola (no es roja todavía) y la banda abdominal, que suele ser más marcada en los jóvenes que en los adultos de una misma subespecie.
Los machos y las hembras son similares en cuanto al plumaje.

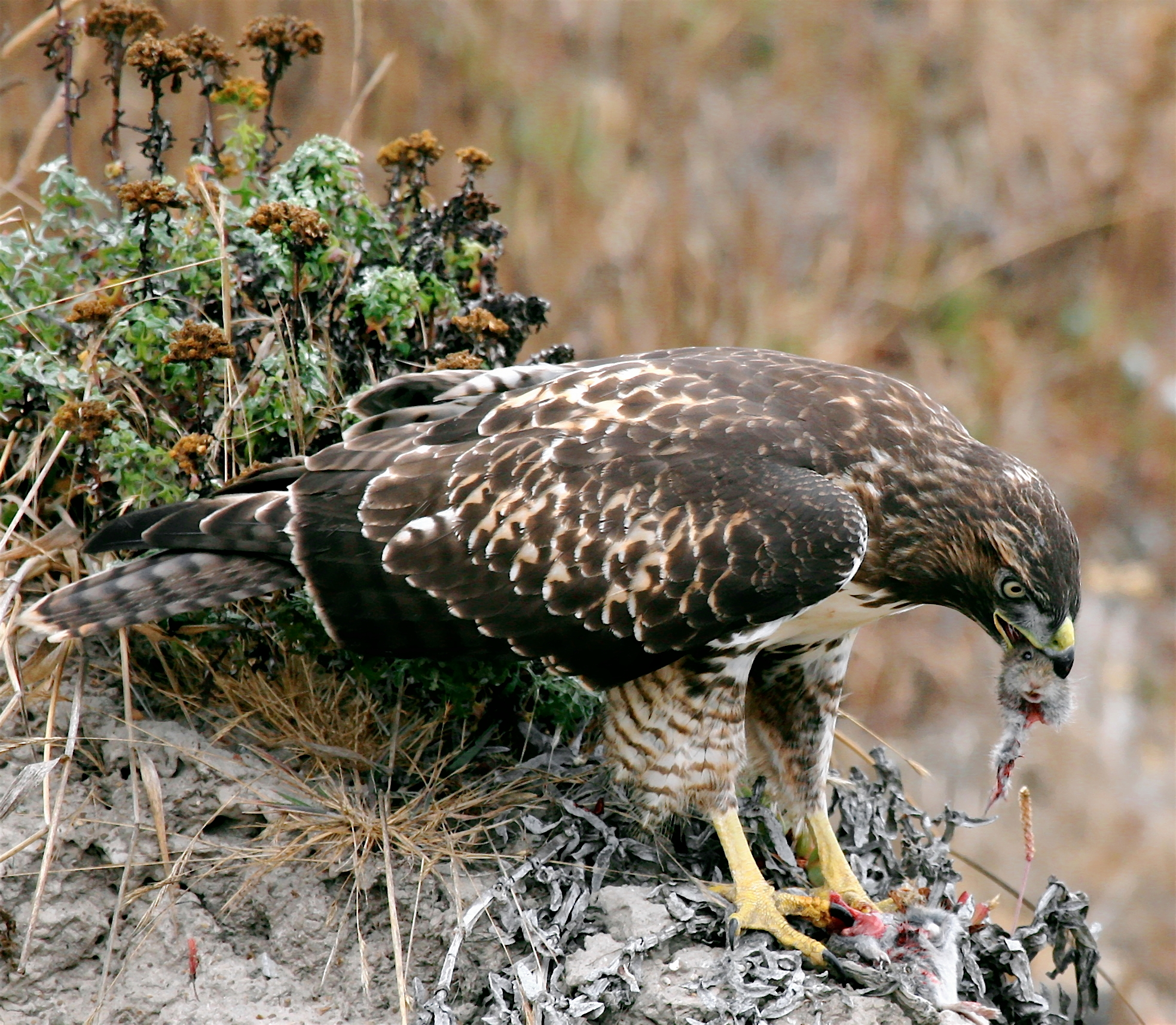
Ratonero de cola roja devorando a su presa

El ratonero de cola roja recibe su nombre debido al color de la superficie superior de su cola, un tono que va desde un rojo anaranjado o incluso rosa pálido hasta un rojo intenso, y que aparece normalmente a partir del año de edad o segundo otoño con la primera muda, apreciándose en algunos casos completamente en la segunda muda. En la gran mayoría de ejemplares adultos, al final de su cola aparece una banda ancha y oscura de color negro. La superficie inferior de su cola es de un blanco intenso, que en algunos ejemplares llega a adquirir un color plateado.
Siendo una de las rapaces más abundantes en Estados Unidos, no es de extrañar que también sea una de las rapaces más empleadas en la cetrería, especialmente en Norteamérica y en el Reino Unido, tanto por principiantes como por conocidos maestros cetreros, además de ser utilizada frecuentemente en exhibiciones.